# Sulislav
Sulislav är en ort i Tjeckien.   Den ligger i regionen Plzeň, i den västra delen av landet, 100 km väster om huvudstaden Prag. Sulislav ligger 458 meter över havet och antalet invånare är 192.
Terrängen runt Sulislav är platt. Runt Sulislav är det ganska tätbefolkat, med 96 invånare per kvadratkilometer. Närmaste större samhälle är Stříbro, 5,5 km väster om Sulislav. Trakten runt Sulislav består till största delen av jordbruksmark.